# Čabrunići
Čabrunići is een plaats in de gemeente Svetvinčenat in de Kroatische provincie Istrië. De plaats telt 142 inwoners (2001).